# Jeutel
Jeutel était au départ une société française de création et de distribution de flippers, billards, jeux de fléchettes et jeux automatiques active de 1979 à 1987. Elle fut fondée par Pierre Tel et connut son apogée lors de sa diversification dans les bornes d'arcades dans les années 1970 et 1980. Pierre Tel s'installa au Grand-Duché de Luxembourg et créa Eurofinatel  en 1994. 
La marque Jeutel est néanmoins toujours en activité dans le secteur des jeux, et protégée par les règles internationales en matière de propriété intellectuelle, notamment en France, en Belgique, au Luxembourg et aux Pays-Bas,,.

## Origines
Fondée en 1979, par Pierre Tel, la société Jeutel se spécialise d'abord dans les loteries publicitaires et les jeux-concours. Ces marchés causant quelques contentieux légaux, Pierre Tel souhaita alors que Jeutel se diversifie vers des secteurs plus porteurs. Jeutel changera son activité par la pose de billards, en association avec René Pierre, puis par des flippers, des baby-foot et des juke-box. La société aura été essentiellement basée à Nemours et Toucy.

## Âge d'or 1976-1990
Lorsque les premiers jeux vidéo commencent à se répandre dans les cafés, en 1973, Pierre Tel possédait le plus grand parc de location de France, avec 2470 jeux répartis sur 44 départements. Pour faire face à la demande croissante, il commence à fabriquer ses propres flippers et bornes d'arcade sous la marque Jeutel. C'est en 1981 qu'il commence à produire ses premiers flippers, dont les modèles Valkyrie (1982), Le King (1983), Papillon (1984), Apocalypse Now (1985) et Evolution The Maze (1986). Jeutel était alors le plus important fabricant français de flipper, avec son propre bureau d'études composé de sept ingénieurs pour la conception des flippers. Cette activité a marqué l'apogée de Jeutel qui, entre 1981 et 1985 compta jusqu'à 200 salariés pour un chiffre d'affaires de 150 millions de francs. Puis la chute du dollar, favorisant les importations de flippers américains en Europe, mit fin aux ambitions de Jeutel qui se tourna alors vers les juke-box et les bornes d'arcade.
Après avoir découvert Atari (Pong et Breakout) dont ils étudieront le design, Jeutel proposera ses propres bornes. Les commandes vont décoller, principalement en France, puis dans certains pays francophones (Suisse, Belgique, Italie, Angleterre).
À l'époque, Jeutel, projetait et construisait la moitié des bornes d'arcades en France, René Pierre et Karatéco étant les deux principaux concurrents. La situation était telle que dans le langage courant, on ne disait pas "jouer à une borne d'arcade" mais "jouer à une Jeutel". La présence de Jeutel sera si colossale que la production cinématographique française aura involontairement immortalisé la marque. On retrouve dans plusieurs scènes cultes du cinéma français un appareil Jeutel, en arrière-plan, comme dans le film  Les Compères.
Jeutel sera principalement présent sur les bornes debout, et les bornes cocktails, les principaux marchés à destinations des cafetiers et des forains. Jeutel aura été un des précurseurs involontaires du Jamma, en proposant un système unique pour toutes ses bornes. La société vendra longtemps des adaptateurs Jeutel-Jamma et sera aussi un précurseur des systèmes anti-triches (alarmes anti-piézo et anti-tilt) hérités des flippers.
Jeutel aura été également un des précurseurs des procès en copyright pour des copies de jeux (procès perdu contre Williams au sujet du jeu Defender - Mirage chez Jeutel). À la suite du durcissement de la législation internationale en matière de propriété intellectuelle et à l'augmentation du volume, de l'offre et de la complexité des jeux, Jeutel se spécialisera dans l’adaptation de licences, comme Pac-Man dont ils furent l'un des premiers importateurs en France. Jeutel sera également avant-gardiste en matière d'importation de jeux, avec notamment les jeux Neo-Geo MVS.

## Changement de stratégie
Dans les années 1990, un resserrement des lois sur le copyright, applicable aux logiciels et programmes informatiques, est mis en place. Le mouvement est international, d'abord aux États-Unis, puis en Corée du Sud, et enfin en Europe.
Avec l'avènement et la démocratisation des consoles de salon (NES, Mega Drive, SNES) viendra le coup de grâce : les bornes d'arcade deviennent petit à petit, d'abord en Europe, puis dans le reste du monde, un artefact du passé, puis un objet de collectionneurs. Jeutel est l'une des premières victimes de cette évolution dès lors que les jeux quittent les lieux publics et pénètrent les foyers pour un usage privé.
La première usine Jeutel ferme en 1993. Usines et agences commerciales fermèrent l'une après l'autre, et la société se délocalisa au Grand Duché de Luxembourg. Pierre Tel créa alors la société Euro finatel. Celle-ci est devenue un distributeur de flippers, billards, jukebox et jeux pour cafés.

## Actualité
Depuis 2013, Pierre Tel, conscient que la marque Jeutel est profondément ancrée dans l'esprit collectif, désire relancer la marque, par le biais de la société EURO-DS SA. Il fera déposer un brevet d'invention pour une borne nommée Borne Internet Jeutel, et fera plusieurs dépôts de modèles, ainsi que des jeux-concours gratuits et/ou payants sur le territoire luxembourgeois, et envisage son déploiement sur le marché français.